# Александра (фильм)
«Алекса́ндра» — шестнадцатый художественный фильм Александра Сокурова, участник конкурсной программы шестидесятого Каннского кинофестиваля. Мировая премьера состоялась в Каннах 24 мая 2007 года.

## Сюжет
Александра Николаевна приезжает в Чеченскую республику, чтобы навестить своего внука-офицера. Она живёт в военном городке, общается с солдатами, ходит по рынкам, разговаривает с местными жителями. Перед ней раскрывается армейский быт: отсутствие женщин, безоговорочное принятие существующих условий как само собой разумеющихся, эмоциональная невыразительность. Этот мир — бесконечно чужой по сравнению со всем, с чем ей приходилось сталкиваться раньше, а человек в нём в таких обстоятельствах, когда труднее всего — остаться человеком.

## В ролях
| Актёр             | Роль                  |
| ----------------- | --------------------- |
| Галина Вишневская | Александра Николаевна |
| Василий Шевцов    | Денис Казаков         |
| Раиса Гичаева     | Малика                |
| Евгений Ткачук    | солдат Андрей         |
| Андрей Богданов   | командир части        |
| Рустам Шахгиреев  |                       |
| Алексей Неймышев  | офицер                |

## Съёмочная группа
- Режиссёр — Александр Сокуров
- Продюсер — Андрей Сигле
- Автор сценария — Александр Сокуров
- Оператор-постановщик — Александр Буров
- Звукорежиссёр — Владимир Персов
- Художник — Дмитрий Малич-Коньков
- Художник по костюмам — Лидия Крюкова
- Художник по гриму — Жанна Родионова
- Монтажёр — Сергей Иванов
- Композитор — Андрей Сигле

## Награды
- 2007 — победитель в номинации «Лучшая женская роль» за роль Галины Вишневской по версии национальной премии Гильдии киноведов и кинокритиков России «Белый слон».
- 2008 — премия «Хрустальный симург» лучшему исполнителю за роль Галины Вишневской на 26-м Международном кинофестивале «Фаджр» в Тегеране.